# Llengües timote-cuica
Les llengües timote-cuica és un grup de varietats lingüístiques extintes que es parlaven en l'oest de Veneçuela, als estats Mérida, Barinas i Trujillo. No hi ha certesa de si el timote i el cuica eren llengües diferents o han de considerar-se variants de la mateixa llengua. Es creu que les llengües estan extintes en l'actualitat si bé encara en 1977 es van recollir algunes dades en la localitat de Mutús per sobre de Pueblo Llano Estat Barinas.

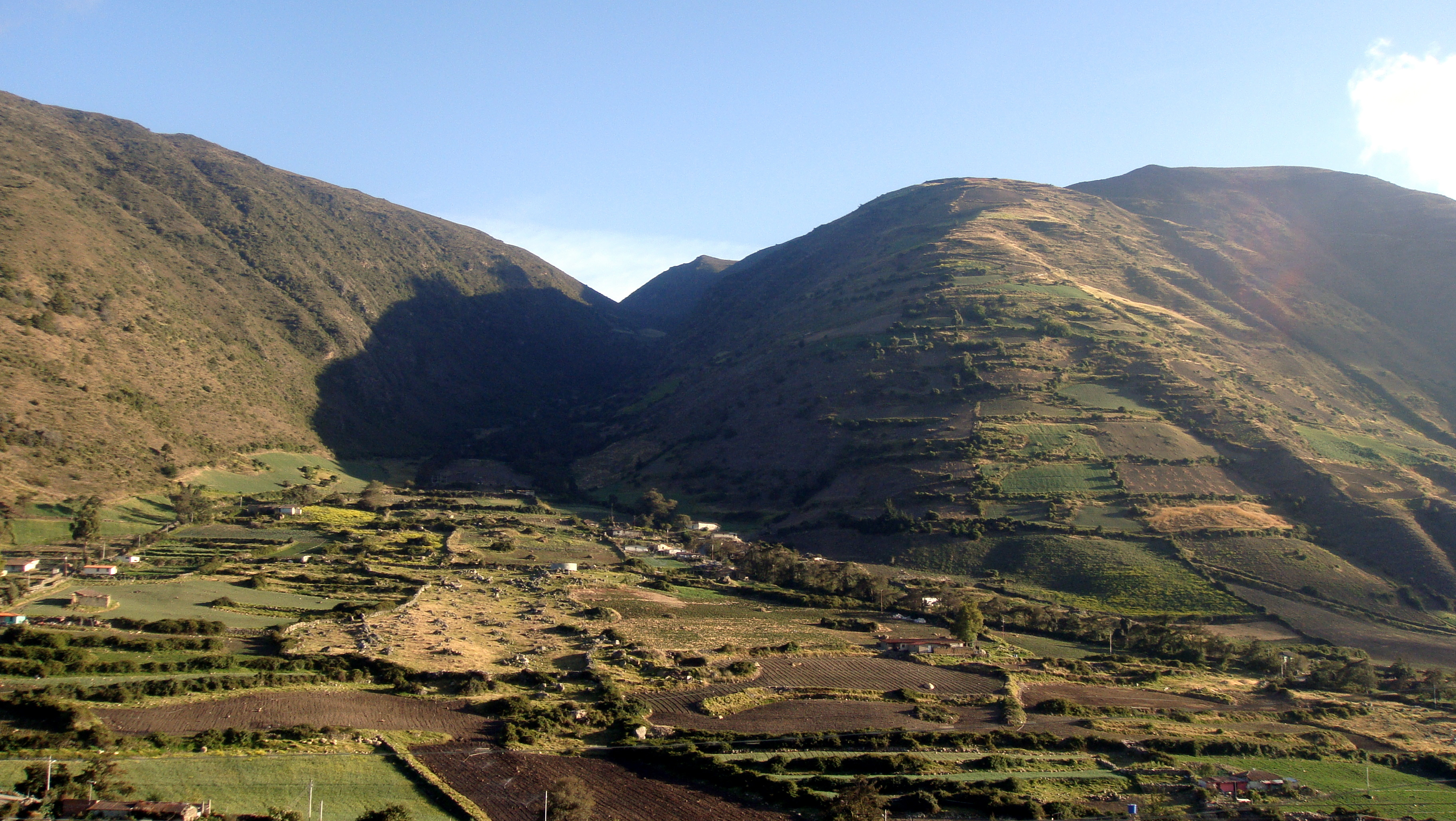
Aspecte del paisatge de l'Estat Mérida, territori tradicional dels timoto-mukús.

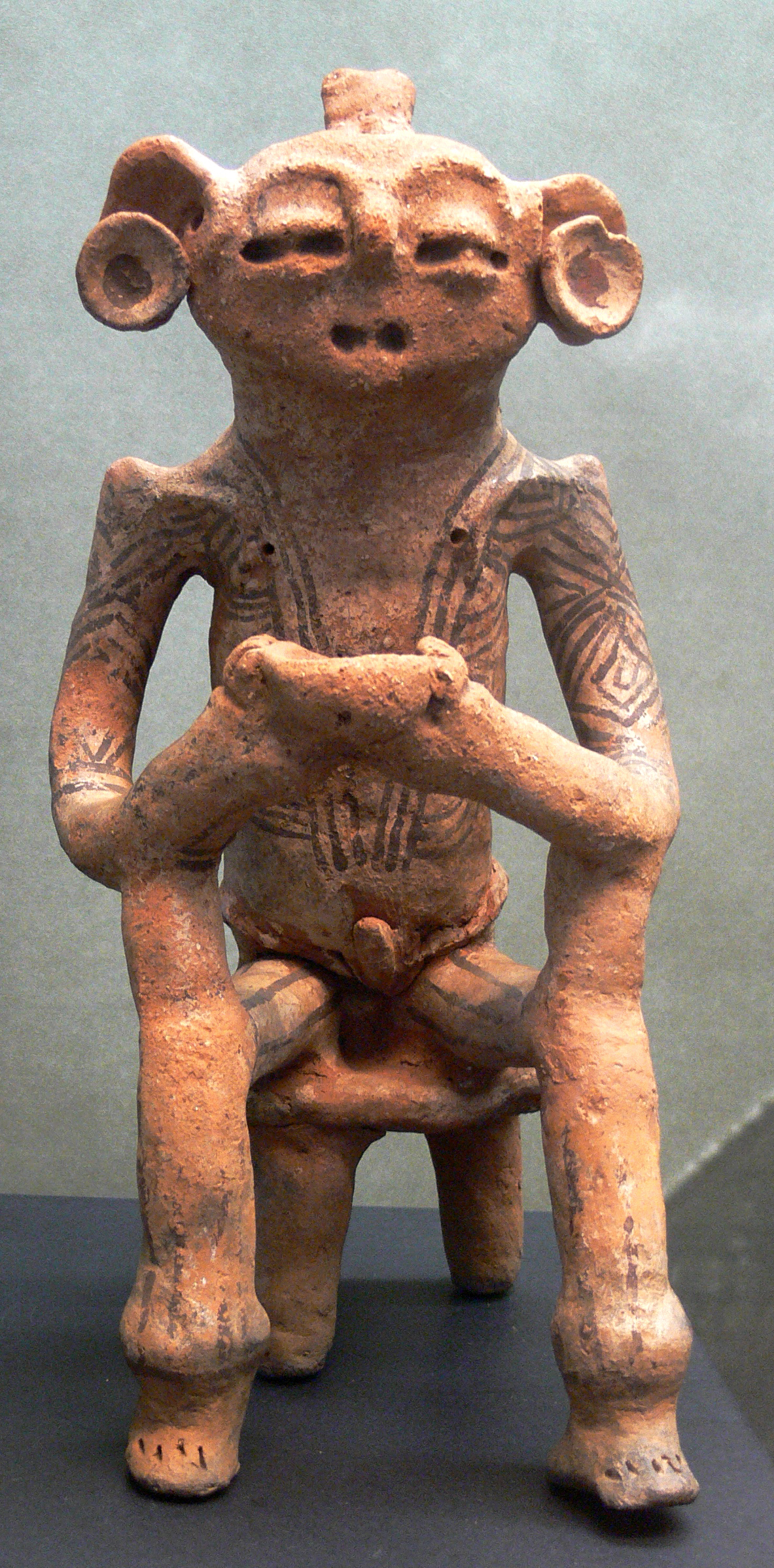
Figureta d'un home de sacrificis, cultura Timoto-Cuicas (cap al 500 dC.), trobada a Trujillo.

## Distribució i història
En el moment de l'arribada dels europeus, l'àrea d'alta muntanya ocupada dels moderns estats veneçolans de Mérida i Trujillo estava habitada per pobles amb alt desenvolupament agrícola que parlaven llengües de la família timote-cuica. Aquests pobles produïen blat de moro, papes i cotó en terrasses agrícoles sobre els vessants (a andanes, d'aquí la paraula Andes) dels Andes septentrionals. El cronista Juan de Castellanos (1589) va descriure algunes dels seus costums i pràctiques religioses a Elegías de Varones Ilustres de Indias (Part II, Elegia III) n el seu recompte sobre la conquesta de l'àrea de Trujillo. Els espanyols havien penetrat en l'àrea per primera vegada en 1548, i la ciutat principal, Mèrida havia estat fundada en 1558. D'acord amb la tradició, els cuica eren els pobladors originals de la regió de Trujillo i havien rebut pacíficament als europeus, no obstant això, els bel·licosos timotes que habitaven l'àrea de Mèrida van oposar resistència.
No es coneix amb seguretat fins a quin punt el timote i el cuica han de ser considerats dues llengües diferents o dialectes de la mateixa llengua. Donades les característiques geogràfiques de la regió s'esperaria una certa variació dialectal. La distribució d'aquestes llengües és la següent:
- El cuica es va parlar als Andes des de Humocaro en el estat de Lara fins a Jajó a la frontera estatal de Trujillo i Mèrida, també incloïa al sud-est l'àrea de Boconó i Niquitao i en el nord-oest incloïa l'oest de Valera, (Betijoque, Escuque), a poca distància del llac Maracaibo.
- El timote ocupava la part central de la vall dels rius Motatán i Chama des del poble de Timotes fins a l'àrea de La Grita en l'estat de Táchira, també s'estenia al nord-oest on es poden trobar en els vessants que descendeixen al llac Maracaibo (Mucujepe, Torondoy); al sud de Mèrida, l'àrea timote incloïa Mucutuy i Mucuchachí.

Després de l'ocupació espanyola, la població índia supervivent es va concentrar en un cert nombre de pobles amb estatus especial. Els seus descendents sobreviuen fins a l'actualitat, encara que les seves llengües van ser gradualment abandonades extingint-se a principis del segle xx. La major part de la informació sobre les llengües timote i cuica van ser recollides per estudiosos locals, com Tulio Febres Cordero, Amílcar Fonseca i José Ignacio Lares a principis del segle xx. Aquesta informació va ser recopialda i discutida perspicaçment en un article per Paul Rivet (1927). Alfredo Jahn (1927) proporciona una gran quantitat de dades antropològiques de l'àrea timote-cuica, incloent més llistes de vocabulari. Algunes de les formes lèxiques i oracions de Jahn es corresponen bastant bé amb els exemples de Fonseca per al cuica, encara que Jahn (1927:326) els identifica explícitament com a dades del timote, insistint que el cuica i el timote poden ser considerats la mateixa llengua.
Encara que el timote i el cuica es consideren extints des de principi de segle, en 1977 Merrill Seely va publicar nova informació sobre una llengua de la localitat de Mutús situada per sobre de Pueblo Llano a l'estat de Barinas. Pueblo Llano és una ciutat d'alta muntanya, situada a l'estat de Mèrida (no a Barinas), al costat de la carretera Mèrida-Barinas. Aquest fet requereix una revisió urgent perquè qualsevol llengua indígena preservada en aquesta àrea amb gairebé total certesa implicaria que és una varietat de timote, la llengua originalment dominant a la regió. La paraula "mutús" és reminiscente de la forma prefixada mucu- que és característica de la toponímia timote (e.g. Mucuchíes, Mucubají, Mucurubá, Mucujún, etc.). Aquesta paraula podria ser una paraula per a 'gent', 'comunitat' o 'poble' i és tan freqüent i ben coneguda que l'erudit veneçolà Julio César Salas, ho va considerar com una forma acceptable per al nom Timote (Rivet 1927: 140).

## Classificació
Encara que el material existent sobre el timote i el cuica és molt limitat (fonamentalment llistes de paraules), es considera que les llengües timote-cuica formen un grup de llengües gairebé-aïllades. A primera vista, no existeix cap similitud amb les famílies de llengües veïnes: arawaks, caribes i chibchas. Paul Rivet va tractar de comparar el timote-cuica amb la llengua páez i una sèrie de llengües txibtxa. Encara que existeixen algunes similituds lèxiques, no sembla haver-hi correspondències regulars, per aquesta raó el propi Rivet les considera una família de llengües independents. Adelaar i Muysken assenyalen que existeixen unes certes similituds lèxiques amb les llengües jirajaranes i similituds tipològiques amb les llengües txibtxa, però l'escassetat de dades és massa limitada per a donar per vàlid qualsevol parentiu.

## Descripció lingüística

### Gramàtica
Una característica notable d'aquestes llengües és l'existència de prefixos que semblen marcar el gènere i el número. A més existeix un sistema de concordança gramatical basat en aquests prefixos. Això s'il·lustra amb els següents exemples presos del timote de Mucuchí i de Mirripú:
(1) mi-snún mi-ndok
CL-dona CL-vell
'dona(s) anciana(s)' (Rivet 1927: 144)
Aquí el prefix el meu- és interpretat per Rivet com una marca de genèric o col·lectiu (CL). La forma anterior mi-snún pot ser comparada amb la forma ču-snú 'dona', amb el prefix ču- que pot tenir una funció individualizadora en oposició al genuí plural ti-.
(2a) ču-sep
CL-espanyol
'un espanyol' [un del conjunt d'espanyols] (Rivet 1927: 145)
(2b) ti-sep
PL-espanyol
'els espanyols' (Rivet 1927: 144)
(3) ti-moti
PL-moto
'els (ti)motos' [= 'els parlants de mutú o mukú']

### Comparació lèxica
La següent taula compara els numerals en timote i cuica amb altres llengües geogràficament pròximes:
| GLOSA | Timote        | Cuica      | PROTO- TIMOTE- CUICA | PROTO- CARIB | PROTO- TXIBTXA | PROTO- ARAWAK |
| ----- | ------------- | ---------- | -------------------- | ------------ | -------------- | ------------- |
| 1     | karí          | ___        | ___                  | *tewni-      | ___            | *pa-          |
| 2     | xem           | *-en       | *šem (?)             | *sākwina     | *búk(ə)        | *piama        |
| 3     | hisxut        | šuent      | *i-sunt              | *soriwa      | *maya          | *mapa         |
| 4     | pit           | pití       | *pit-                | *sakiri      | *pakái         |               |
| 5     | kabó(k)       | kamó       | *kaMó(k)             | ___          | *(a)tik-       | ___           |
| 6     | kaksum kapsún | kap-sunt   | ___                  | ___          | *ter-          | ___           |
| 7     | mai-xem       | ma-en      | *mabi-šem            | ___          | *kuku-         | ___           |
| 8     | mai-sxut      | mabi-šuent | *mabi-sunt           | ___          | ___            | ___           |
| 9     | mai-pit       | mabi-pita  | *mabi-pit-           | ___          | ___            | ___           |
| 10    | tabís         | ___        | *tabís               | ___          | ___            | ___           |
| 13    | tabís hisxut  | ___        | *tabís i-sunt        | ___          | ___            | ___           |
| 30    | hisxut tabís  | ___        | *i-sunt tabís        | ___          | ___            | ___           |